# Karol Romer (zm. 1767)
Karol Romer z Chyszowa herbu własnego (zm. w 1767 roku) – kasztelan czechowski w latach 1764–1767, stolnik radomski w latach 1757–1764, łowczy radomski w latach 1730–1757.
Poseł województwa sandomierskiego na sejm nadzwyczajny pacyfikacyjny 1736 roku. Był posłem powiatu radomskiego na sejm 1746 roku.